# Philotas (satrape)
Pour les articles homonymes, voir Philotas (homonymie).
Philotas (en grec ancien Φιλωτας / Philôtas) est un officier macédonien sous le règne d'Alexandre le Grand.

## Biographie
Philotas commande un bataillon de la phalange durant la conquête de la Sogdiane et de l'Inde. Il semble probable qu'il soit la même personne que celle mentionnée par Quinte-Curce, comme l'un de ceux récompensés par le roi à Babylone (331 av. J.-C.) pour leurs services distingués.
Des doutes persistent quant au fait qu'il soit le même que celui à qui est assigné la satrapie de Cilicie lors des accords de Babylone en 323. En 321, ce Philotas est privé de son gouvernement par Perdiccas et replacé par Philoxène. Mais il semblerait que ce soit seulement pour l'employer autre part, car nous le retrouvons encore fortement attaché au parti de Perdiccas, et après à sa mort, allié aux fidèles de l'ex-régent regroupés en Pisidie dont Alcétas et Attale contre Antigone. Il est fait prisonnier, avec Attale, Docimos et Polémon, en 320. En prison, ils tentent de retrouver leur liberté en prenant le pouvoir dans la forteresse. Mais, assiégés, ils retombent entre les mains d'Antigone en 316.
Certains historiens considèrent qu'il est le même que Philotas, ami d'Antigone, qui est chargé par lui en 318 de porter aux soldats, généraux et argyraspides sous les ordres d'Eumène, alors en Cilicie, une lettre leur disant de le trahir et qu'ils en seraient récompensés.